# 3693 Barringer
3693 Barringer è un asteroide della fascia principale del diametro medio di circa 24,74 km. Scoperto nel 1982, presenta un'orbita caratterizzata da un semiasse maggiore pari a 3,1472033 au e da un'eccentricità di 0,2019317, inclinata di 14,92754° rispetto all'eclittica.
L'asteroide è dedicato al geologo statunitense Daniel Moreau Barringer.